# Хопкинтон (Масачусетс)
Хопкинтон (енгл. Hopkinton) насељено је место без административног статуса у америчкој савезној држави Масачусетс.

## Демографија
По попису из 2010. године број становника је 2.550, што је 78 (-3,0%) становника мање него 2000. године.
| Група             | 2000.         | 2010.         |
| Белци             | 2.515 (95,7%) | 2.368 (92,9%) |
| Афроамериканци    | 9 (0,3%)      | 24 (0,9%)     |
| Азијати           | 24 (0,9%)     | 78 (3,1%)     |
| Хиспаноамериканци | 54 (2,1%)     | 58 (2,3%)     |
| Укупно            | 2.628         | 2.550         |